# British Salmson

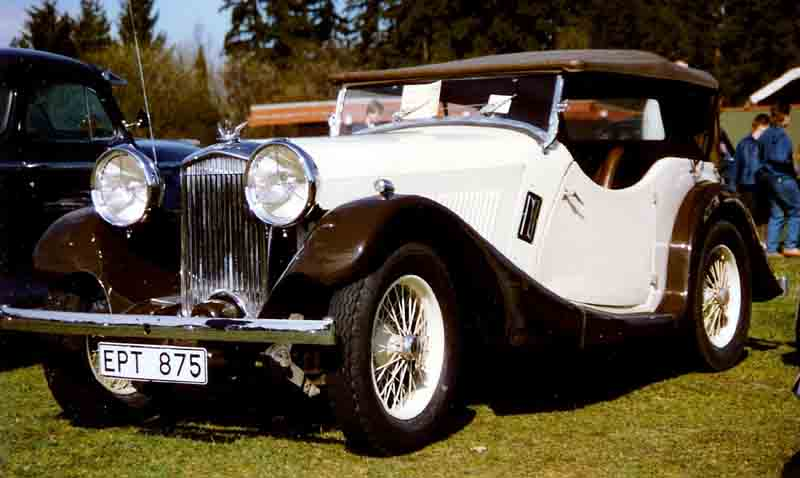
British Salmson S4C 12/70 4-Seater Tourer 1935

British Salmson är en brittisk ingenjörsfirma som bland annat tillverkade bilar mellan 1934 och 1939. Bland annat licenstillverkade de bilmodellen S4C, från det franska ursprungsbolaget Salmson.
För mer information besök märkesklubbens hemsida British Salmson Owners Club